# Girish and the Chronicles
Girish and the Chronicles, também conhecido simplesmente como GATC, é uma banda de rock indiana de Gangtok, Sikkim, formada em 2009 pelo vocalista/guitarrista Girish Pradhan. A formação é completa por Suraz Karki na guitarra solo, Yogesh Pradhan no baixo e Nagen Mongrati na bateria. Eles estão sediados em Bengaluru, Karnataka, desde 2013 e têm três álbuns de estúdio lançados.
O GATC abriu para, compartilhou palco com ou realizou turnês e participações em festivais com Hoobastank (2013), Poets of the Fall (Bangalore, 2016), Destruction (Bangalore Open Air, 2014), TesseracT (IISc Bangalore, 2019) ao longo dos anos, e também apoiou Chris Adler em sua turnê The Chris Adler Experience na Índia, em 2019.
Nos últimos anos, a banda apoiou/compartilhou o palco com Nazareth, (2021, UrRock Fest, Sarnen, Suíça), Skid Row, Kamelot (UrRock Festival, Suíça, 2022), Bonfire, Mike Tramp (Zurbaran Rock Burgos fest, Espanha 2022 e 2023 respectivamente).
A banda abriu o show do Guns N' Roses na Etihad Arena em Abu Dhabi (1 de julho de 2023), como convidada especial. A notícia atraiu atenção na cena do rock indiano, com a banda recebendo cobertura da imprensa e da mídia, como The Times of India e Rolling Stone India.
Em 24 de junho de 2023, a banda abriu shows para bandas como Bullet for My Valentine, Billy Talent e Alter Bridge no segundo dia do Summerside Festival realizado em Grenchen, Suíça. O festival também contou com outras bandas como Hollywood Vampires e Airbourne.

## História

### Primeiros lançamentos eBack on Earth: 2009—2016
A banda lançou seu primeiro single demo promocional, "Angel", em 2009, em formato de CD. Ele foi relançado em janeiro de 2010 com a compilação da revista The North Eastern Times Magazine, The Great Eastern Rock Vol. 2. Foi seguido por uma série de demos e lançamentos de singles entre 2011 e 2013, com músicas como "The Golden Crown", "Loaded", "A New Beginning" e "Yesteryears", principalmente em no canal deles no YouTube.
A banda lançou seu álbum de estreia Back on Earth em 2014, pela Universal Music Group, da Índia.
Os planos de lançar um álbum de estreia já eram traçados pela banda havia muito tempo, desde seus dias de improvisação em 2006. Eles já haviam lançado vários singles de forma independente em seu canal do YouTube (de 2009 a 2012).
Em meados de 2013, a banda entrou em contato com a Universal Music India e conseguiu um acordo para lançar um álbum, com alguma ajuda de seus empresários na época. Eles também escreveram algumas músicas mais novas, como "End of Civilization" e "Born With a Big Attitude". Eles também terminaram de gravar algumas demos mais antigas, como "Revolving Barrel". Toda a seção de guitarra base foi regravada com Les Pauls, substituindo as versões anteriores Fender Stratocaster + Telecaster. O álbum foi chamado de Back on Earth e foi finalmente lançado internacionalmente pela Universal Music India, com o vídeo de "Angel" sendo apresentado na VH1 junto com uma turnê do Hard Rock Cafe por seis cidades.
O álbum não causou grande impacto e não conseguiu atingir o público pretendido, de acordo com a banda. Mais tarde, o álbum inteiro foi filmado com o Music Mojo (Kappa TV) e lançado em seu canal no YouTube, o que ajudou as músicas a alcançarem um público maior. Por volta de 2019, a banda entrou em contato com a gravadora e decidiu retirar o álbum de todas as plataformas de streaming, pois sentiram que uma reedição seria muito necessária no futuro. Foi em 2023 que a banda finalmente relançou uma versão regravada do álbum, pela Frontiers Records.
A banda lançou seu single "Endless Road" em 2016, em colaboração com a empresa de roupas Roadster Life Company. Originalmente concebido como um hino para a empresa em sua campanha, o vídeo deu à banda uma ampla exposição ao público indiano, com mais de 2 milhões de visualizações. A banda também adotou uma abordagem de folk rock indiano na composição das músicas. A obra foi filmada no Rann de Kutch, um deserto de sal no estado de Gujarat.

### Rock the Highway: 2018—2020
A banda lançou um vídeo para seu novo single "Rock the Highway" na véspera de Ano Novo em dezembro de 2018. Ele apareceu pela primeira vez na revista online canadense Sleaze Roxx. A banda foi abordada por uma gravadora dinamarquesa, a Lion's Pride, para um novo álbum.
Eles lançaram seu segundo álbum, Rock the Highway, pela dita gravadora em abril de 2020.
A ideia de lançar um segundo álbum do GATC já vinha sendo construída havia muitos anos, desde Back on Earth. A ideia se concretizou quando a banda lançou a faixa título. Logo depois, a banda foi abordada pela Lions Pride. Foi o momento perfeito, pois a banda já havia escrito muitas demos e estava pronta para começar a gravar um novo álbum. A data de lançamento do álbum foi definida para 27 de abril de 2020 e ele seria chamado de Rock the Highway.
Após um ano, a banda lançou um vídeo para "Rock 'n' Roll Is Here to Stay" , anunciando oficialmente Rock the Highway, em 29 de março de 2020. O trabalho foi filmado por Cary Hubbs, um cineasta de Praga, originalmente de Los Angeles, durante sua visita a Bengaluru, Índia. Axl Rosenberg do MetalSucks escreveu: "Soa exatamente como algo que Riki Rachtman teria tocado no Headbanger's Ball no final dos anos 80 ou início dos anos 90, e digo isso da melhor maneira possível". A canção recebeu elogios de nomes importantes do mundo do metal, como Chris Adler e Thomas Gabriel. Girish Pradhan também já havia se juntado ao Firstborne, um projeto paralelo liderado por Chris Adler junto com James LoMenzo e Myrone na época.
Rock the Highway foi finalmente lançado em 27 de abril de 2020, com o vídeo de "Identity Crisis". A Sleaze Roxx foi um dos primeiros lugares a apresentar a música, junto com a Rolling Stone India.
Esta última escreveu: "Com cerca de uma hora e quatro minutos, o novo álbum Rock the Highway do grupo de Bangalore criado em Gangtok, Girish and the Chronicles, é bem um carnaval puro para qualquer fã de rock e metal dos anos oitenta. Em 13 músicas que não se curvam a nenhum truque e oferecem de tudo, do glam metal ao rock 'n roll, o vocalista Girish Pradhan está no seu melhor, com seu tom perfeito e elevado. "
MetalSucks listou Rock the Highway na terceira posição no 'Top 15 de álbuns de metal de 2020 de Vince Neilstein'.
Outras revistas listaram o álbum como um dos álbuns mais bem avaliados daquele ano.

### Hail to the Heroes: 2022
A banda lançou seu terceiro álbum de estúdio, Hail to the Heroes, em 11 de fevereiro de 2022, pela Frontiers Records.
No início de 2021, a banda assinou um contrato de vários álbuns com a Frontiers. Com isso, o GATC se tornou a primeira banda indiana a assinar com a gravadora.
A banda lançou seu primeiro single, "Lovers' Train", de seu próximo álbum com a Frontiers em 11 de novembro de 2021. A banda estava na Suíça, para o UrRock Festival durante seu lançamento e também tocou essa música ao vivo lá.
Logo depois, o GATC lançou um videoclipe para "Primeval Desire", em 2 de dezembro de 2021, também anunciando Hail to the Heroes .
O terceiro lançamento e segundo videoclipe, também a faixa-título do álbum, foi lançada em 14 de janeiro de 2022. Foi destaque no Metal Injection, que escreveu: "O single presta homenagem aos heróis do rock e do metal dos anos 80 que infelizmente deixaram este mundo, ao mesmo tempo em que oferece uma mensagem positiva de unidade. Quanto à música, ela faz um excelente trabalho de memorializar as lendas que nos precederam".
Em 11 de fevereiro de 2022, a banda lançou o vídeo de "Love's Damnation", também anunciando o álbum.

### "Kaal": 2024—presente
A banda lançou um novo single, "Kaal", em 5 de novembro de 2024, em meio à sua turnê pela Europa/Reino Unido chamada “Re-Ignition tour”, em novembro, que durou 40 dias, cobrindo partes da Suécia, Finlândia, Alemanha, Suíça, Holanda, Espanha, França e Reino Unido (Londres e Escócia). A banda também visitou a Índia, para uma apresentação no Independence Rock Festival, realizado no Bayview Lawns em Mumbai, antes de retornar à Espanha para completar o restante da turnê. Em 2024, fizeram uma turnê por vários países da Europa e também participaram de vários festivais. Isso também inclui sua turnê pela Bélgica/Alemanha/França em maio.
A banda está prevista para se apresentar no Frontiers Rock Festival  na Itália, com lendas do metal melódico como Winger, Bonfire, Mike Tramp ’s Whitelion, Harem Scarem e mais;

## Membros
- Girish Pradhan – vocais/guitarras
- Suraz Sun – guitarras solo
- Yogesh Pradhan – baixo/produtor chefe de estúdio/teclados (estúdio)
- Nagen Mongranti – bateria

## Discografia
- Back on Earth (2014, relançado em 2023)
- Rock the Highway (2020)
- Hail to the Heroes (2022)

### Singles
- "Endless Road" (2016)[93][94]
- "Rock the Highway" (2019)
- "Lovers' Train" (Nov 2021)
- "Primeval Desire" (clipe, Dec 2021)
- "Hail to the Heroes" (clipe, Jan 2022)
- "Love's Damnation" (clipe, Fev 2022)
- "Kaal" (novembro de 2023)